# Attentats du 29 octobre 2022 à Mogadiscio
Pour les articles homonymes, voir Attentat de Mogadiscio.
Les attentats du 29 octobre 2022 à Mogadiscio sont survenus lorsqu'au moins 110 personnes ont été tuées et 318 autres blessées à la suite de l'explosion de deux voitures piégées dans la capitale somalienne, Mogadiscio, selon le président Hassan Sheikh Mohamoud, qui a accusé al-Shabaab d'être responsable des attaques.

## Contexte
En août, al-Shabaab a attaqué un hôtel à Mogadiscio, tuant 21 personnes. Par la suite, le président Hassan Sheikh Mohamoud a déclaré qu'il mènerait une "guerre totale" contre al-Shabaab. Le 23 octobre 2022, le groupe militant a tué neuf personnes dans un hôtel de Kismaayo. Les attentats à la bombe à Mogadiscio se sont produits un jour où le président, le Premier ministre et d'autres hauts responsables ont discuté de la lutte contre al-Shabaab.

## Attentats
À 14 h, la première explosion a frappé le ministère de l'Éducation (en) du pays, près du carrefour de Zobe et d'une école. La jonction a été le site d'un autre attentat à la bombe en octobre 2017. L'explosion a été suivie d'une grande colonne de fumée. Une deuxième explosion s'est produite quelques minutes plus tard lorsque des ambulances sont arrivées sur le site de la première explosion. La deuxième explosion s'est produite pendant les heures de pointe du déjeuner devant un restaurant. Les deux explosions ont brisé les fenêtres des bâtiments voisins. Peu de temps après les attentats à la bombe, des coups de feu ont été signalés au ministère de l'Éducation voisin. Un travailleur pour Aamin Ambulance (en) a déclaré que la deuxième explosion avait mis le feu à des ambulances alors qu'elles transportaient des blessés. Un chauffeur et un secouriste ont été blessés. De nombreux civils dans les transports publics sont morts. À l'hôpital de Madina (en), au moins 30 corps sont arrivés où les proches ont pu les identifier. Le Syndicat des journalistes somaliens a déclaré qu'un journaliste de télévision faisait partie des personnes tuées par la deuxième explosion. Un journaliste somalien de Voice of America et un photojournaliste de Reuters ont été blessés.

## Conséquences
Après une visite dans la zone touchée, le président Hassan Sheikh Mohamoud a déclaré dans un communiqué : "Notre peuple qui a été massacré (…) comprenait des mères avec leurs enfants dans les bras, des pères qui avaient des problèmes de santé, des étudiants qui ont été envoyés étudier, des hommes d'affaires qui luttaient avec la vie de leurs familles." Bien que personne n'ait reconnu avoir mené les attaques, il a accusé al-Shabaab, un groupe militant islamiste qui ne revendique généralement pas la responsabilité des événements faisant de nombreuses victimes, d'être responsable des attentats à la bombe. Il a demandé à la communauté internationale des fournitures médicales et des médecins, a appelé le public à donner du sang dans les hôpitaux et a promis une éducation gratuite aux enfants des victimes et aux enfants des attaques passées d'al-Shabaab. Il a également ordonné au gouvernement de fournir des soins médicaux d'urgence aux blessés.

## Réactions
La Mission des Nations unies en Somalie a tweeté ses condoléances et a condamné "l'attaque vicieuse d'Alshabaab". Les gouvernements de la Turquie et du Qatar ont condamné l'attaque et envoyé leurs condoléances. L'Union africaine a condamné les attaques et a souligné "l'importance cruciale" de "l'offensive militaire en cours pour dégrader davantage al-Shabaab".